# Johanne 3. af Navarra
Johanne 3., også kendt som Jeanne d'Albret (occitansk: Joana de Labrit; baskisk: Joana Albretekoa), (16. november 1528 – 9. juni 1572) var regerende dronning af Navarra fra 1555 til 1572. Hun var datter af kong Henrik 2. af Navarra, ægtefælle til Anton af Bourbon og mor til Henrik 4. af Frankrig.
Hun var en anerkendt åndelig og politisk leder af de franske huguenotter og en nøglefigur i de franske religionskrige.

## Biografi
Johanne blev født i Saint-Germain-en-Laye, nær Paris i Frankrig som datter af kong Henrik 2. af Navarra og Marguerite de Navarre. Marguerite var søster til kong Frans 1. af Frankrig, og Johanne voksede op ved det franske hof. Da hun var 13 år gammel, blev hun gift med Vilhelm 5. af Kleve, men dette ægteskab blev annulleret fire år senere. Efter hendes far blev konge af Navarra, blev Johanne gift med Anton af Bourbon, der var nærmeste arving til den franske trone, hvis Huset Valois skulle uddø.
I 1555 døde Henrik 2. af Navarra, og Johanne og hendes mand blev Navarras regentpar. I sine første regeringsår indkaldte Johanne til en konference med hugenotministrene og erklærede efterfølgende calvinismen som statsreligion i Navarra. Magtkampen mellem katolikker og hugenotter om det franske hof og hele Frankrig ledte til religionskrig. Anton af Bourbon valgte at støtte katolikkerne. Efter hans død blev sønnen Henrik «første prins av blodet».
I 1567 brød religionskrigen ud igen, og Johanne flygtede til hugenotternes by La Rochelle. I forbindelse med fredsforhandlingerne indledte hun officielle samtaler om et giftemål mellem sønnen Henrik og den franske konges søster Margarete. Johanne døde i Paris i 1572, to måneder før brylluppet.